# Pardosa moesta
Pardosa moesta este o specie de păianjeni din genul Pardosa, familia Lycosidae, descrisă de Banks în anul 1892. Conform Catalogue of Life specia Pardosa moesta nu are subspecii cunoscute.